# Йоргенсон, Маттео
Маттео Йоргенсон (англ. Matteo Jorgenson род. 1 июля 1999, Уолнат-Крик, Калифорния) — американский профессиональный шоссейный велогонщик.

## Карьера
С 2020 по 2023 год выступал за команду мирового тура «Movistar Team». С 2024 года является гонщиком команды «Jumbo-Visma».

## Достижения
2017
5-й Тур Абитиби (юниоры) — Генеральная классификация
5-й Гран-при Рублиланда (юниоры) — Генеральная классификация
2018
2-й  Чемпионат США — Групповая гонка U23
8-й Хроно Кристин Армстронг
9-й Rhône-Alpes Isère Tour  — Генеральная классификация
2019
1-й  Тур де л’Авенир — Очковая классификация
1-й — Этап 1 (КГ) Giro del Friuli-Venezia Giulia
4-й Ronde de l'Isard  — Генеральная классификация
4-й Trofeo Edil C